# Collex-Bossy
Collex-Bossy é uma comuna suíça do cantão de Genebra.

## Situação
Collex-Bossy fica separada do Lago Lemano por Genthod. Ainda uma comuna suíça largamente agrícola tem uma grande parte do seu terreno de 186 hectares coberto por um bosque onde corre o riacho La Versoix antes de entrar na comuna de Versoix.

## Valores
Segundo o "Departamento Federal de Estatísticas"  dos 6,89 km2 de superfície, somente 10,2% é superfície habitacional, 64,4% é terreno agrícola e o resto é bosque.
A população tem aumentado exponencialmente pois que 520 a 1980 passou sucessivamente par 960 em 1990, 1280 em 200 e a 1520 em 2008

## Observatório
Foram dois astrofísicos, Michel Mayor e Didier Queloz que trabalham no observatório astronômico que se encontra nesta comuna, observatório que faz parte da Universidade de Genebra, que a 6 de outubro de 1995 quando se encontravam no observatório dos Alpes da Alta Provença, descobriram o primeiro exoplaneta. A estrela hóspede é 51 Pegasi na constelação de Pegasus a cerca de 40 anos-luz da Terra . Desde essa data já foram descobertos mais de 200 exoplanetas, mas mais de metade na UNIGE (Universidade de Genebra) por equipas internacionais.